# わいわいスポーツ塾
『わいわいスポーツ塾』（わいわいスポーツじゅく）は、1987年10月5日から1992年9月21日までTBS系列局で放送されていたスポーツを題材にしたクイズ番組である。
厚生省中央児童福祉審議会推薦番組。
司会者は自らもプロ野球選手を経験した板東英二（番組では「塾長」とされていた）とTBSアナウンサー長峰由紀。雪印グループの雪印乳業（現・雪印メグミルク）ほか（雪印食品・雪印ローリー・雪印種苗）の単独提供番組で司会者席には雪印のロゴが表示されており、初期には板東は番組冒頭の挨拶で「雪印 わいわいスポーツ塾」と言っていた。スポーツ局（後にTBSスポーツ→現在TBSテレビに移管）も製作に関与した番組だった。

## 番組概要
- 様々なスポーツの話題を取り上げ、競技のルールやその地域で行われる独特のイベントなどからクイズを出題し、塾生（解答者）がそれを答えるという形態の番組だった。
  - 番組初期は問題は4問・全て書き問題（但し、初回から数週間は一問一答式の口頭で答える○×クイズも出題された）で、答えはフリップボードに書いて解答。1問正解につき、チアガールの格好をした「ブタちゃん人形」が置かれ、これを3個以上獲得でトップ賞に相当する「首席」となり、賞品が贈られる。3個以上獲得者がいない場合、首席無しで賞品は視聴者プレゼントとなる。レギュラー解答者に絶対にクイズに強いという解答者が少なく、初期の頃は首席無しも月に1回程度は出ていた。
  - 番組後期は解答をライトペンを使って書き、後ろのテレビモニターに出す形式であり、解答はブルーバックで出され、正解・不正解は赤い○と×で出される。正解で100点の通常問題に加えて「タイムトライアル」と称した早書き早押し問題（通常の早押しではなく、解答を書くのに掛かった時間で得点を決める方式。制限時間は10秒、解答を書いた後にボタンを押して得点を決定する。正解すると残り時間×10点の得点が加算、最高点は1秒以内に解答を書く100点。高得点を得ようと早く書くため、筆跡が大きく崩れてしまう場合があり、板東が解答をチェックする）もある。レギュラーはトップ賞でメダルを1枚獲得して5枚貯めると、ゲストは500点以上獲得するとバルセロナ旅行をプレゼントされる。全員不正解の時には「この問題はアウトでーす」と言って全員不正解のBGMが流れる。
- 通常は収録番組だったが、バルセロナオリンピック大会期間中は全編生放送となり、TBSのスタジオとバルセロナにあるIBC（国際放送センター）・TBSスタジオの2元生放送を実施した。
- スタジオのセットは当時の『世界・ふしぎ発見!』のセットにそっくりのものだった（初期のものは『世界まるごとHOWマッチ』）。
- 視聴率は比較的高く、25%を超えることもあった。（番組最高視聴率は1990年1月22日放送の26.6%）

- 5年も続いた人気番組だったが、30分前の番組である『クイズ100人に聞きました』と同様に当時の磯崎洋三社長の「つるの一声」で打ち切りとなり、『ムーブ』というバラエティ番組を開始したため発展的に番組は終了。最終回は「さよなら卒業大試験!!」と題し1時間の拡大版で放送した。なお、雪印グループはセールスとしては『ムーブ』（→「ザッツ!」）全曜日の終盤枠に移動した。

## レギュラー解答者
- 塾頭（1枠）:竜雷太（一時期あおい輝彦がピンチヒッター解答者として出演した）
- 2枠:佐野量子、島崎和歌子、秋野暢子
- 4枠:本木雅弘、石黒賢、野々村真、島崎和歌子
- 5枠:鮎川いずみ、田中美佐子、高樹沙耶、高見恭子、石黒賢

3枠はゲスト解答者枠であり、現役または引退したスポーツ選手が出演した（後期はスポーツ選手以外のタレントも出演した）。

## エピソード
- 番組開始当初、司会の板東は解答者に対して、「ハイ書きなさい!」あるいは「さあ書きなさい!」、「（解答を）出しなさい!」と言っていた。これは当時の人気クイズ番組『クイズ面白ゼミナール』（NHK）の鈴木健二（当時、NHKアナウンサー）を真似たもので、先生の立場を利用して命令調で進行していたが、視聴者から「生意気だ」と多数のクレームがついたため、数回で「どうぞ書いてください!」あるいは「お書きください」、「お出しください!」との言い方に変更された。
- 武豊・佐野量子夫妻が知り合うきっかけになった番組としても有名である。なお、競馬騎手は武の出演前にも当時現役だった田原成貴が出演していた。
- 1988年10月3日の放送は、『わいわいスポーツ塾・ソウル五輪スペシャル』として、18:30 - 19:58の88分の拡大版で放送した[1]。
- 1989年1月9日の放送では、昭和天皇崩御の2日後のため、事前に録画したオープニングで板東が「あけましておめでとうございます」と言っている部分の音声がカットされた。
- 一時期、水道橋博士が無給で構成作家として参加していた（クレジットは「すいどうばし博士」名義）。番組マスコットのブタちゃんの着ぐるみの中にも入っていたという[2]。

## ネット局
| 放送対象地域  | 放送局             | 系列    | 備考               |
| ------------- | ------------------ | ------- | ------------------ |
| 関東広域圏    | 東京放送           | TBS系列 | 制作局             |
| 北海道        | 北海道放送         | TBS系列 |                    |
| 青森県        | 青森テレビ         | TBS系列 |                    |
| 岩手県        | 岩手放送           | TBS系列 | [ 4 ]              |
| 宮城県        | 東北放送           | TBS系列 |                    |
| 山形県        | テレビユー山形     | TBS系列 | 1989年10月開局から |
| 福島県        | テレビユー福島     | TBS系列 |                    |
| 新潟県        | 新潟放送           | TBS系列 |                    |
| 長野県        | 信越放送           | TBS系列 |                    |
| 山梨県        | テレビ山梨         | TBS系列 |                    |
| 静岡県        | 静岡放送           | TBS系列 |                    |
| 富山県        | チューリップテレビ | TBS系列 | 1990年10月開局から |
| 石川県        | 北陸放送           | TBS系列 |                    |
| 中京広域圏    | 中部日本放送       | TBS系列 | [ 6 ]              |
| 近畿広域圏    | 毎日放送           | TBS系列 |                    |
| 島根県 鳥取県 | 山陰放送           | TBS系列 |                    |
| 広島県        | 中国放送           | TBS系列 |                    |
| 山口県        | テレビ山口         | TBS系列 |                    |
| 香川県 岡山県 | 山陽放送           | TBS系列 | [ 7 ]              |
| 高知県        | テレビ高知         | TBS系列 |                    |
| 福岡県        | RKB毎日放送        | TBS系列 |                    |
| 長崎県        | 長崎放送           | TBS系列 |                    |
| 熊本県        | 熊本放送           | TBS系列 |                    |
| 大分県        | 大分放送           | TBS系列 |                    |
| 宮崎県        | 宮崎放送           | TBS系列 |                    |
| 鹿児島県      | 南日本放送         | TBS系列 |                    |
| 沖縄県        | 琉球放送           | TBS系列 |                    |

※1992年10月に開局を控えた伊予テレビ（現・あいテレビ）では、開局前のサービス放送で最終回のみが放送された。

## スタッフ
- 構成：腰山一生、大岩賞介、福岡秀広 / 豊田俊一、下村稔、今村庸一、遠藤まもる、笠原正弘、須藤好造、金山武文、村田松葉、菊原共基、すいどうばし博士、河合茂喜 ほか
- ナレーター：八木橋修
- アシスタント：山本ゆきえ、高窪紀子 ほか
- 音楽：門司肇
- 選曲：関谷行雄
- イラスト：かすやたかひろ
- VTR出演：森田水絵 ほか
- 技術：佐藤秀樹
- VE：水越俊之
- 音声：吉田克弥
- カメラ：小山内義紀
- 照明：石川博章
- 音響効果：舘野忠之
- 美術制作：清水専三
- 美術デザイン：西條実
- 編集：宮原茂太
- プロデューサー：三角英一、岡本充敏
- 演出：伊藤一尋、岡本充敏、太田寛（スポーツ局）
- 制作協力：TBSビジョン、ビジョンファーム
- 製作著作：TBS

「TBS」のロゴは、最末期は「ミクロコスモスTBS」、それ以前は1961年から使用した「筆記体マーク」だった。
| TBS系列 月曜19時台後半枠                                          | TBS系列 月曜19時台後半枠 | TBS系列 月曜19時台後半枠                         |
| 前番組                                                            | 番組名                   | 次番組                                           |
| ----------------------------------------------------------------- | ------------------------ | ------------------------------------------------ |
| クイズ100人に聞きました ※19:20 - 19:58 【19時に短縮移動して継続】 | わいわいスポーツ塾       | ムーブ 関口宏の東京フレンドパーク ※19:00 - 19:54 |
| TBS 月曜19:54 - 19:58枠                                           |                          |                                                  |
| クイズ100人に聞きました ※19:20 - 19:58                            | わいわいスポーツ塾       | フラッシュニュース ※19:54 - 20:00                |
| TBS系列 雪印乳業提供番組                                          |                          |                                                  |
| 世界めぐり愛 ※日曜10:00 - 10:30                                   | わいわいスポーツ塾       | ムーブ ※3パート目を単独提供                      |